# Karačići (gmina Srebrenica)
Karačići (cyr. Карачићи) – wieś w Bośni i Hercegowinie, w Republice Serbskiej, w gminie Srebrenica. W 2013 roku liczyła 34 mieszkańców.